# خاطرات کاملاً واقعی یک سرخ‌پوست پاره‌وقت
خاطرات کاملاً واقعی یک سرخ‌پوست پاره‌وقت (به انگلیسی: The Absolutely True Diary of a Part-Time Indian) نام رمانی نوشتهٔ شرمن الکسی نویسندهٔ سرخ‌پوست آمریکایی و به تصویرگری اِلن فورنی است، که در سپتامبر ۲۰۰۷ میلادی انتشار یافت. این کتاب برنده چندین جایزه شده‌است.
شرمن الکسی خودش یک کمدین، فیلم‌نامه‌نویس، تهیه‌کنندهٔ فیلم، و ترانه‌سرا است که این اولین اثر او برای بزرگسالان محسوب می‌شود. الکسی اظهار داشت که «من این کتاب را نوشتم زیرا بسیاری از کتاب‌داران، معلمان، و نوجوانان از من برای نوشتن آن درخواست نمودند».
این کتاب روایت اول شخص توسط آرنولد اسپیریت جونیور، نوجوان ۱۴ سالهٔ کاریکاتوریست است. این کتاب یک رمان تربیتی است و جزئیات زندگی آرنولد در منطقهٔ اسپوکن محل زندگی سرخ‌پوست‌های آمریکایی و تصمیم او برای خارج شدن از این منطقه و رفتن به مدارس دولتی سفیدپوستها را در ریردن، واشینگتن تشریح می‌کند.
این رمان به دلیل اشاره کردن به مسائلی چون الکلیسم، فقر، قلدری، استمناء و تحریک فیزیکی، و همچنین برای مرگ غم‌انگیز شخصیت‌هایش و استفادهٔ دشنام و ناسزا بحث‌برانگیز شد، از این‌رو برخی از مدارس آن را از کتاب‌خانه مدرسه حذف و گنجاندن آن را در برنامه‌های درسی ممنوع کردند.
این کتاب با ترجمهٔ رضی هیرمندی در سال ۱۳۹۱ توسط نشر افق منتشر شد. 

## داستان
کتاب با توضیحات آرنولد، شخصیت اصلی داستان دربارهٔ خودش آغاز می‌شود: در زمان تولد مقدارِ قابل‌توجهی مایع مغزی نخاعی در جمجمه‌اش جمع شده و نتیجه این اتفاق، بی‌قوارگی سر و نسبت آن در مقایسه با کل بدنش است. علاوه بر این ایراد ظاهری، آرنولد چشمش ضعیف است، ۴۲ تا دندان دارد نه ۳۲ تا، به غایت لاغر است، سرش و دستانش و پاهایش بی تناسب با اندازه بدنش بزرگ شده‌اند و گه‌گاه تشنج می‌کند، زبانش می‌گیرد و از همه بدتر، مدام یکی از پاهایش به دیگر گیر می‌کند و آرنولد نقش زمین می‌شود. البته بلافاصله بعد از تولد، پزشکان آرنولد را جراحی کردند و بخشی از آن مایع اضافی را خارج کردند، اما به هر حال این اتفاق، زندگی و سرنوشت آرنولد را برای همیشه متاثر کرده بود.
بقیه ساکنان قرارگاهی که آرنولد در آن زندگی و تحصیل می‌کند، همگی مثل خودش سرخپوستند. اما آرنولد معتقد است کله‌اش به تنهایی از کله تمام سرخپوست‌های دیگر روی هم، بزرگ‌تر است. اغلب ساکنان آن قرارگاه که نامش اسپوکین است، آزارش می‌دهند، مسخره‌اش می‌کنند و او را از خود نمی‌دانند. خانواده آرنولد – مثل بیشتر سرخپوست‌ها – به قدری فقیرند که وقتی سگ عزیز گرامی آرنولد پیر می‌شود و بیمار، پدرش به جای اینکه اسکار زبان‌بسته را پیش دامپزشک ببرد، یک گلوله توی سرش خالی می‌کند. آرنولد حاضر است قسم بخورد که اسکار در دقایقی پیش از مرگ تحمیلی‌اش، فهمیده اوضاع از چه قرار است و حسابی بی‌قرار می‌کرده‌است. آرنولد تمام این چیزها را با کارتون‌ها و کاریکاتورهایش برای خودش ثبت کرده‌است. او حتی کاریکاتوری دارد دربارهٔ اینکه اگر پدر و مادرش فرصت دستیابی به آرزوها و رویاهایشان را می‌یافتند، چه زندگی‌ای برای خودشان دست و پا می‌کردند.
زندگی آرنولد در آن قرارگاه دلگیر و با وجود تمام آن بچه‌های آزاردهنده بی‌رحم، تنها با حضور رفیق شفیقش، راودی است که کمی رنگ و بو به خود می‌گیرد. آرنولد او را سرسخت‌ترین بچه تمام قرارگاه می‌داند و در دل، راضی است که با وجود تمام بدشانسی‌هایی که از لحظه تولد آورده، حداقل راودی را در کنار خود دارد. پدر راودی، مدام او و مادرش را می‌آزرد و کتک می‌زند به همین دلیل است که راودی همیشه کلی کبودی روی دست و سر و صورتش دارد. با وجود زندگی سخت و شرایط دردآور زندگی، راودی بداخلاق، با دوستش آرنولد صادق است و به او بسیار اهمیت می‌دهد.
آرنولد اسپیریت ملقب به جونیور، اصلی‌ترین شخصیت کتاب هیجان‌انگیز و فراموش‌ناشدنی شرمان الکسی، یعنی خاطرات صد در صد واقعی یک سرخپوست پاره‌وقت است. جونیور از همان نخستین سطور کتاب، با سادگی خیره‌کننده و صداقتی هولناک خواننده را با خود همراه  و با کاریکاتورهایش، او را به فضای ذهن خود نزدیک می‌کند. شرمان الکسی که خود سرخپوست است، در این کتاب به دورن‌مایه‌هایی از قبیل نژادپرستی و تبعیض، فقر، قبیله و پیروی از سنن می‌پردازد. این کتاب، بازخوانی تمام آنچه است که از اولین حضور سفیدپوستان در قاره آمریکا بر سرخپوستان گذشته آن هم در زمینه‌ای مدرن و آشنا برای خوانندگان. فقر و فاقه یکی از اولین علائم قبیله‌های بازمانده سرخپوستان آمریکاست.
آرنولد در اولین روز دبیرستان این فقر را بیش از پیش احساس می‌کند. آن هم درست وقتی که معلمش، آقای پی، کتاب‌های درسی‌شان را میان دانش‌آموزان توزیع می‌کرد و سهم آرنولد، دقیقاً همان کتابی بود که ۳۰ سال پیش، مادرش با آن‌ها درس می‌خوانده‌است. آرنولد، سرخورده و خشمگین از این اتفاق، کتاب را درست به سوی آقای پی پرتاب می‌کند و آرزوها و آینده‌اش را از دست‌رفته می‌بیند. در بخشی دیگر از کتاب، می‌خوانیم که آرنولد به مدرسه‌ای منتقل می‌شود که تمام دانش‌آموزانش از سفیدپوستان مرفه آن اطرافند و آرنولد ما هم تنها انسان سرخپوست آن مدرسه است. او در این باره می‌گوید: «روزهای اول می‌ترسیدم که آن هیولاهای سفیدپوست مرا بکشند. و وقتی می‌گویم «کشتن» اصلا منظورم استعاره از ادیت و آزار نیست؛ من نگران بودم که به معنای دقیق کلمه، کلکم را در آن مدرسه بکنند» که خب البته این اتفاق نمی‌افتد.

راوی چهارده‌ساله همراه با پدر و مادر، خواهر و مادربزرگش زندگی می‌کند و مانند بسیاری از خانواده‌های آن اطراف، روزهایی می‌رسد که حتی آه در بساط ندارند، شب‌ها گرسنه می‌خوابند و پول ندارند باک ماشینشان را پر کنند. او بعضی روزها سوار ماشین‌های رهگذر به مدرسه می‌رود و بعضی روزها هم به مدرسه نمی‌رود؛ چون هیچ وسیله‌ای نیست که او را به مدرسه برساند. آرنولد در بخشی از کتاب در معرفی والدینش می‌گوید: «پدر و مادر من، والدینی فقیر داشته‌اند که از پدر و مادری فقیر بوده‌اند که خود، والدینشان بسیار فقیر بوده‌اند». این زنجیره بلندبالا از فقر است که بسیاری از سرخپوستان آمریکا در طول سالیان مثل حلقه‌های زنجیر بهم وصل کرده‌است. جالب اینکه بسیاری از این اتفاقات را نویسنده کتاب، شرمان الکسی در برهه‌هایی از زندگی‌اش تجربه کرده‌است. منتقدان بسیاری از جمله بروس بارکوت، منتقد روزنامه نیویورک تایمز، کتاب را به خاطر تلخی شیرینی ستوده‌اند که خواننده را در آن واحد به خنده می‌اندازد و اشکش را درمی‌آورد؛ صداقت مثال‌زدنی نویسنده است که خواننده را در تمام این مدت پایبند کتاب می‌کند.